# Idiomelas
Idiomelas is een geslacht van kevers uit de familie van de loopkevers (Carabidae). De wetenschappelijke naam van het geslacht is voor het eerst geldig gepubliceerd in 1900 door Tschitscherine.

## Soorten
Het geslacht Idiomelas omvat de volgende soorten:
- Idiomelas crenulatus (Dejean, 1829)
- Idiomelas fulvipes (Erichson, 1843)
- Idiomelas morio (Menetries, 1832)
- Idiomelas nigripes (Reitter, 1894)